# بیودو-این

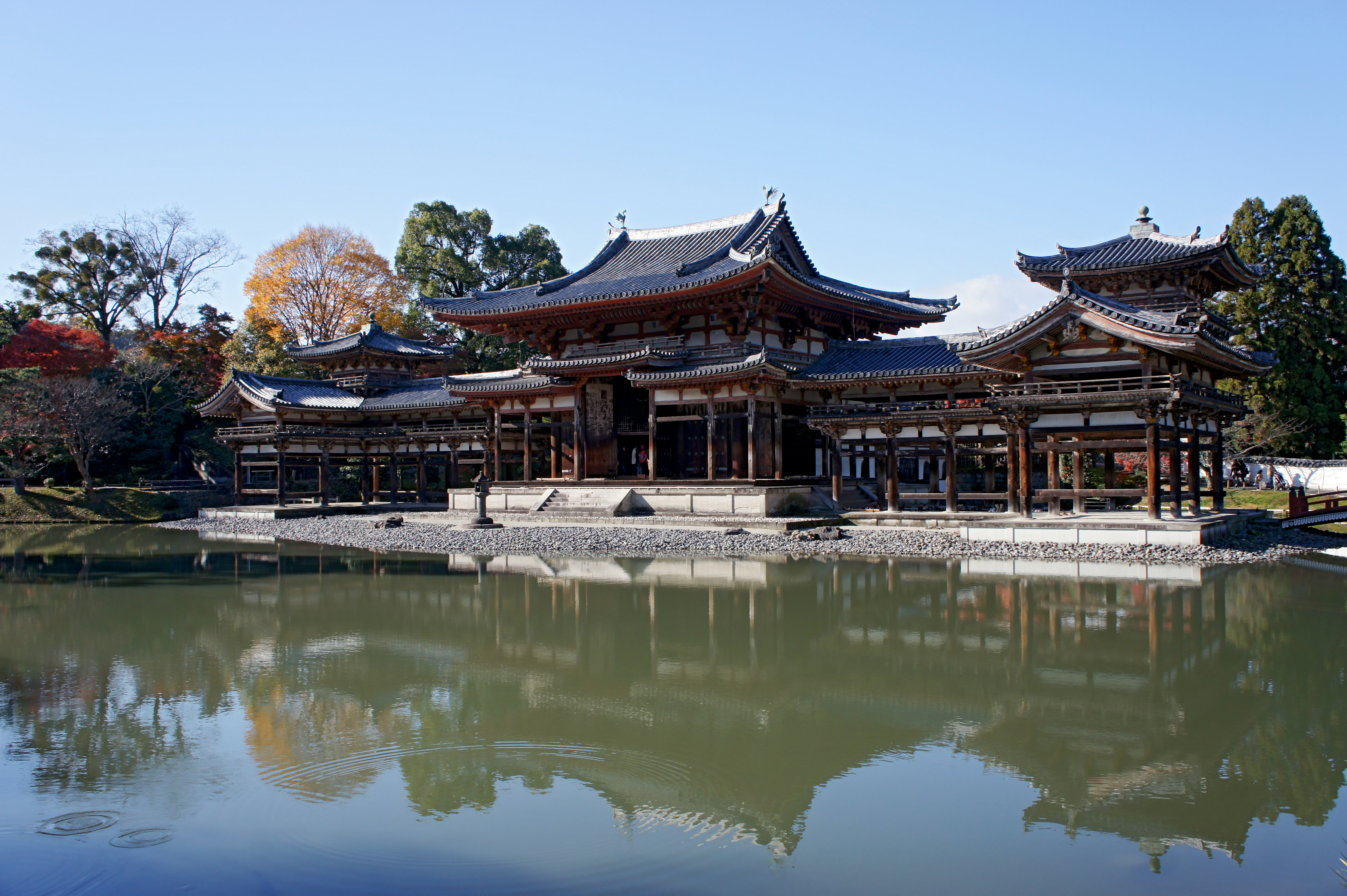
بیودو-این

بیودو-این (به ژاپنی: 平等院 Byōdō-in) یک معبد بودایی است که در شهر اوجی، کیوتو در استان کیوتو، ژاپن واقع شده‌است.

## نگارخانه

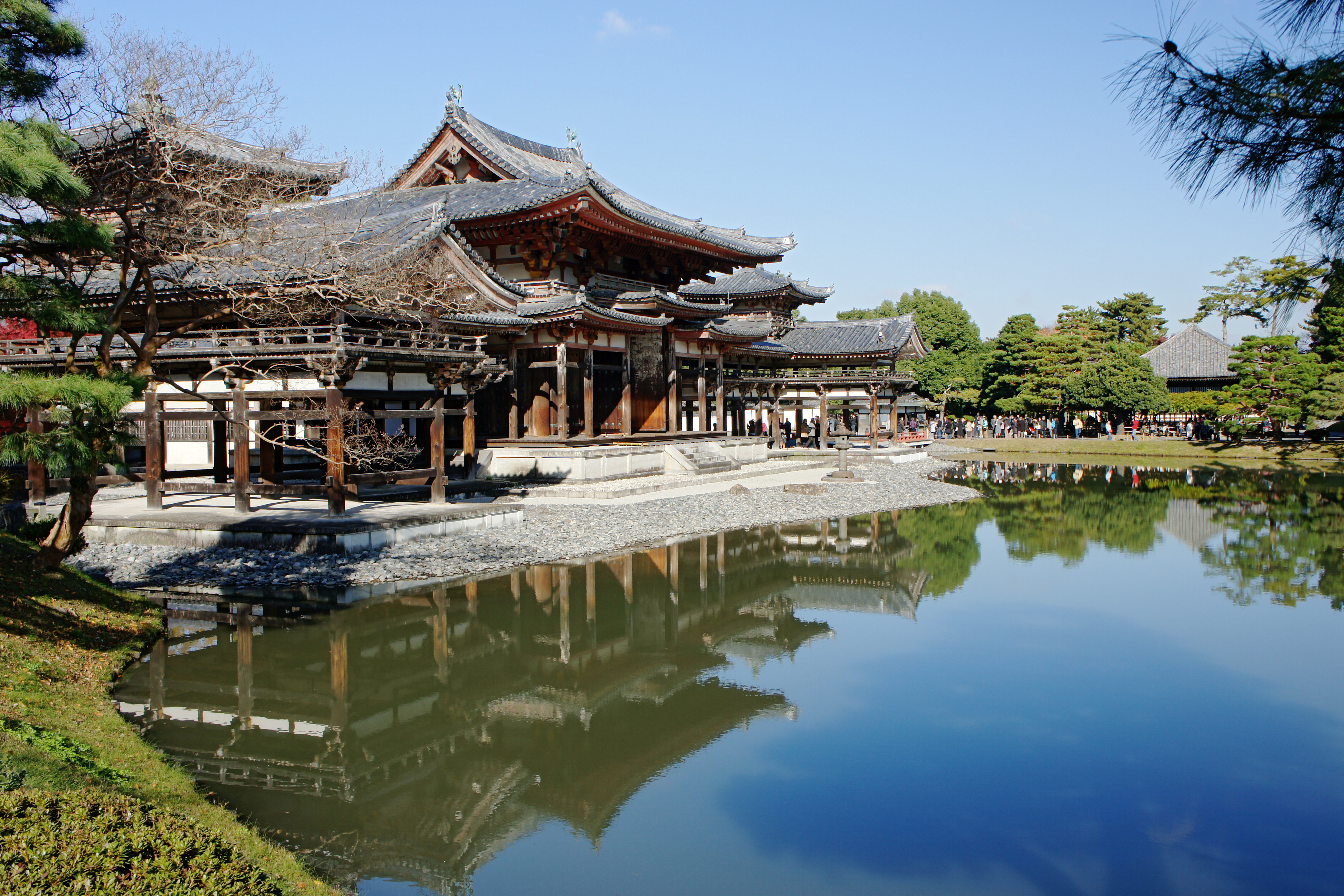
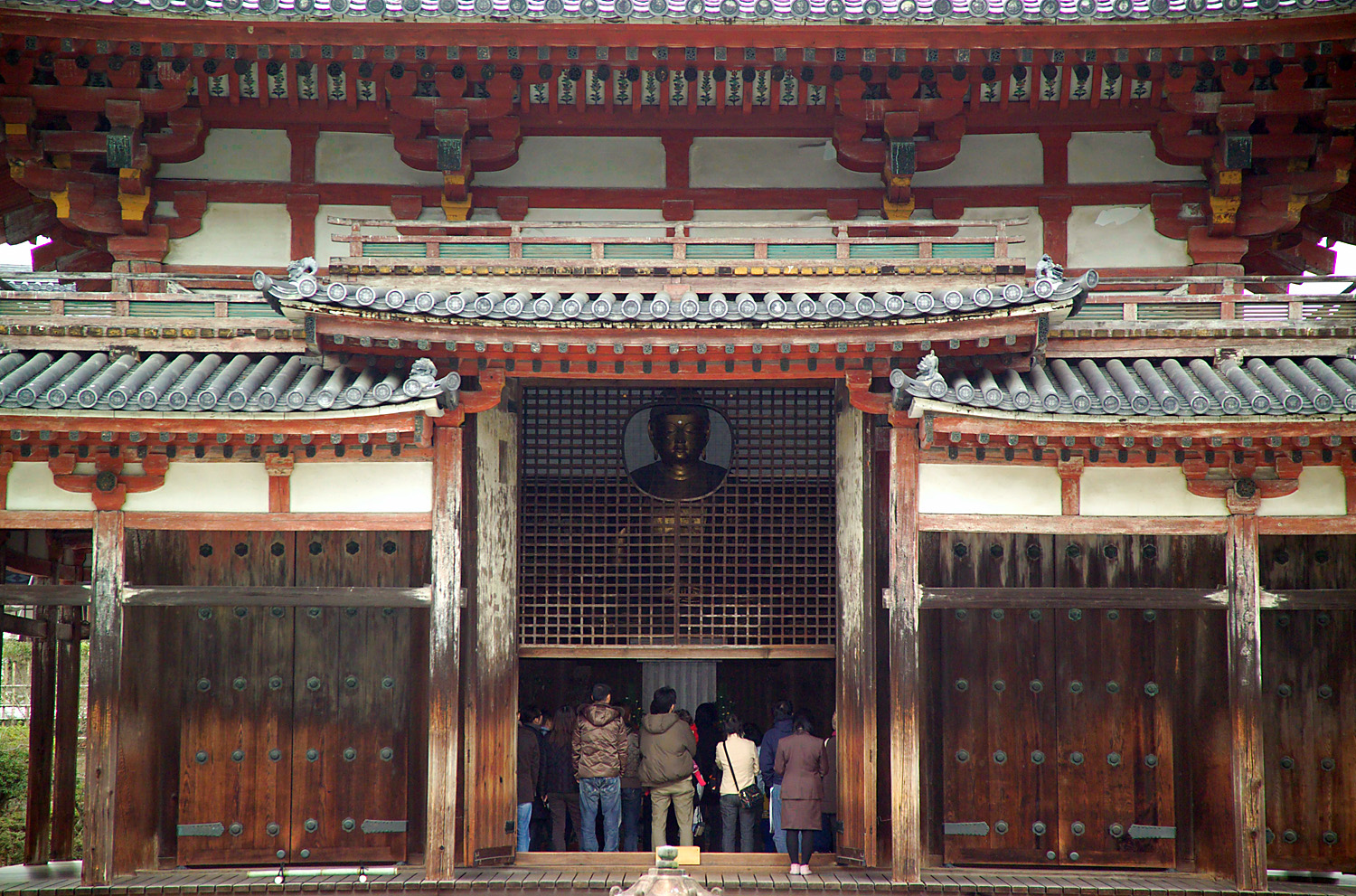
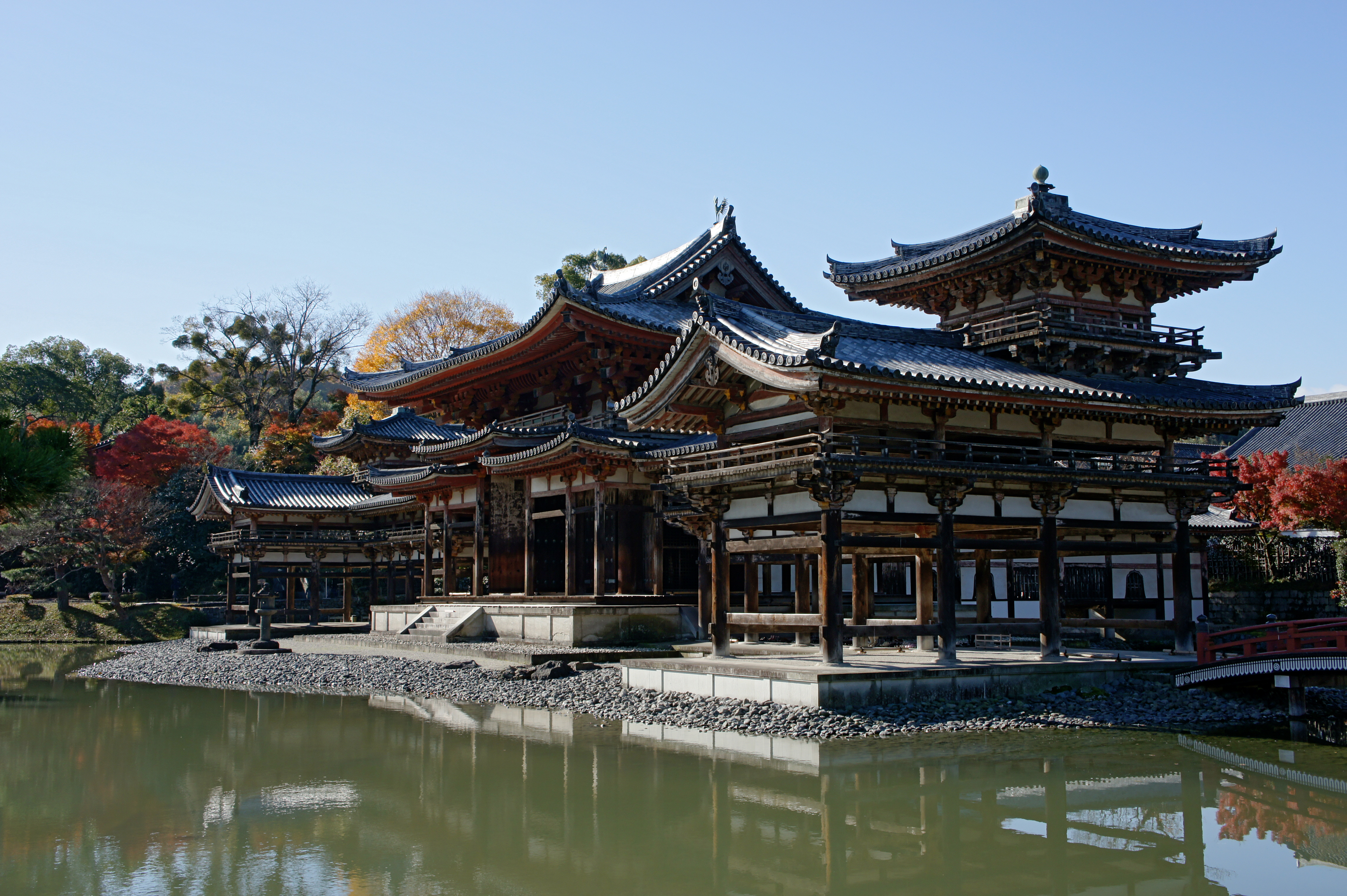
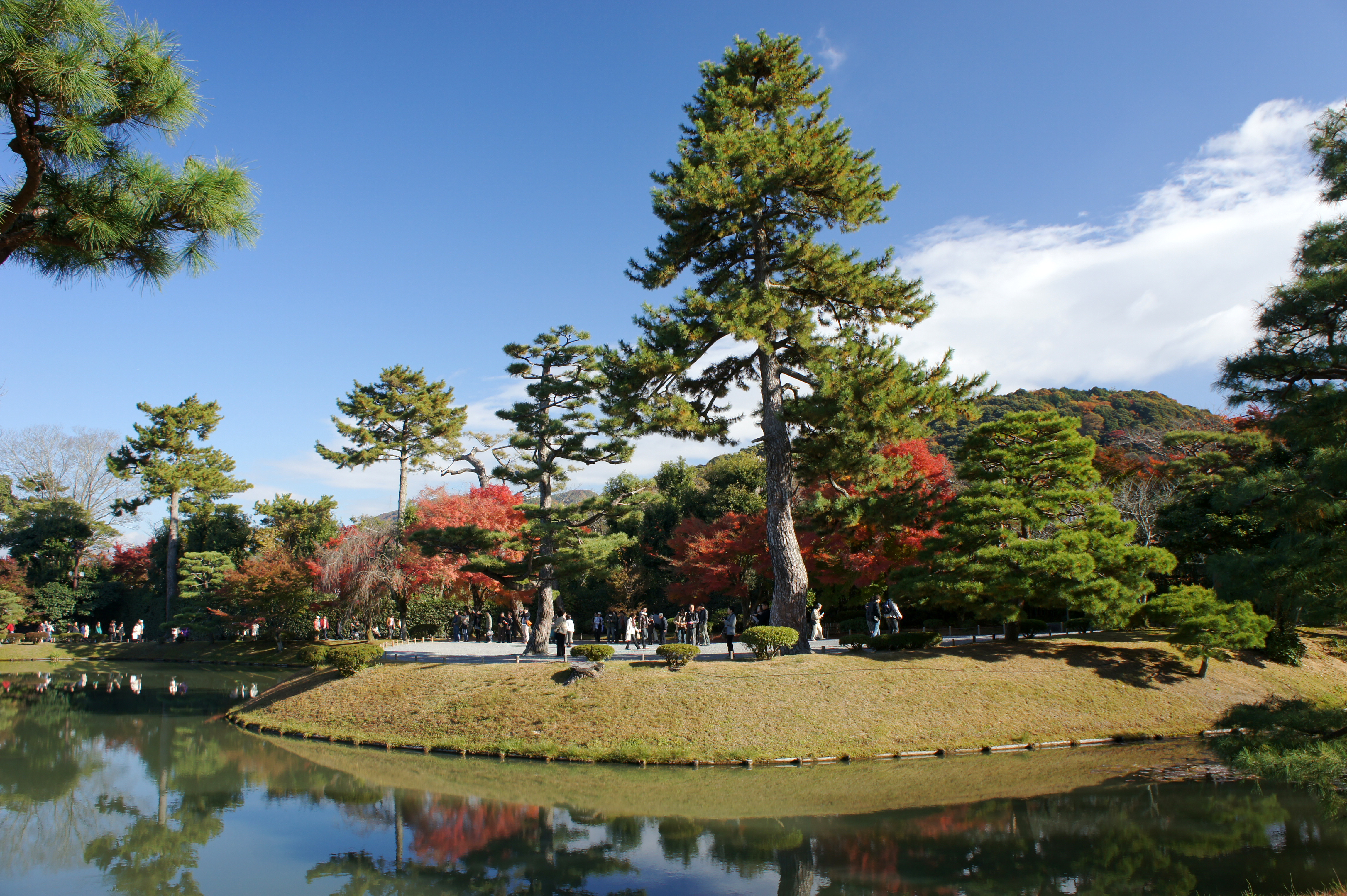
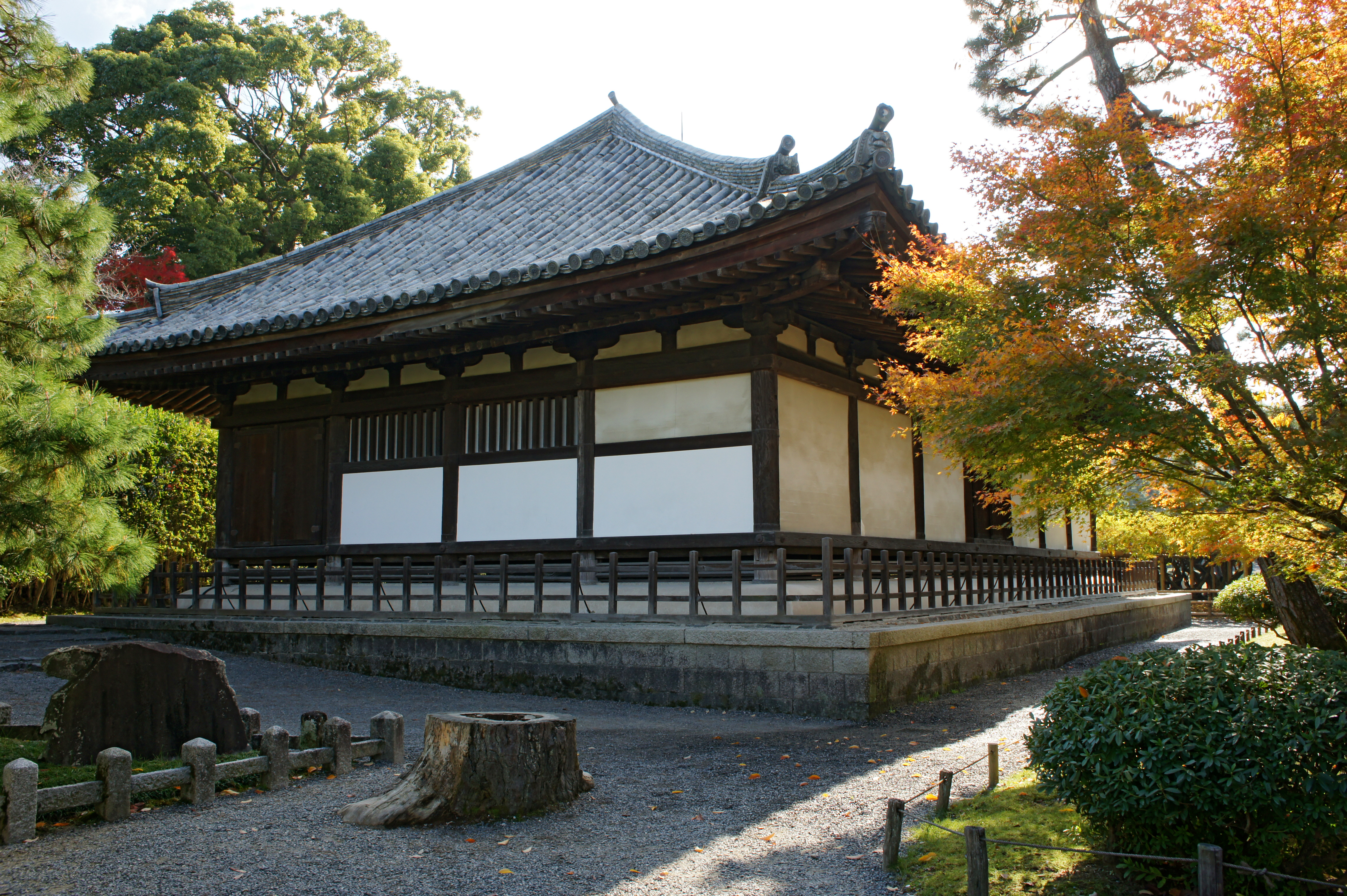
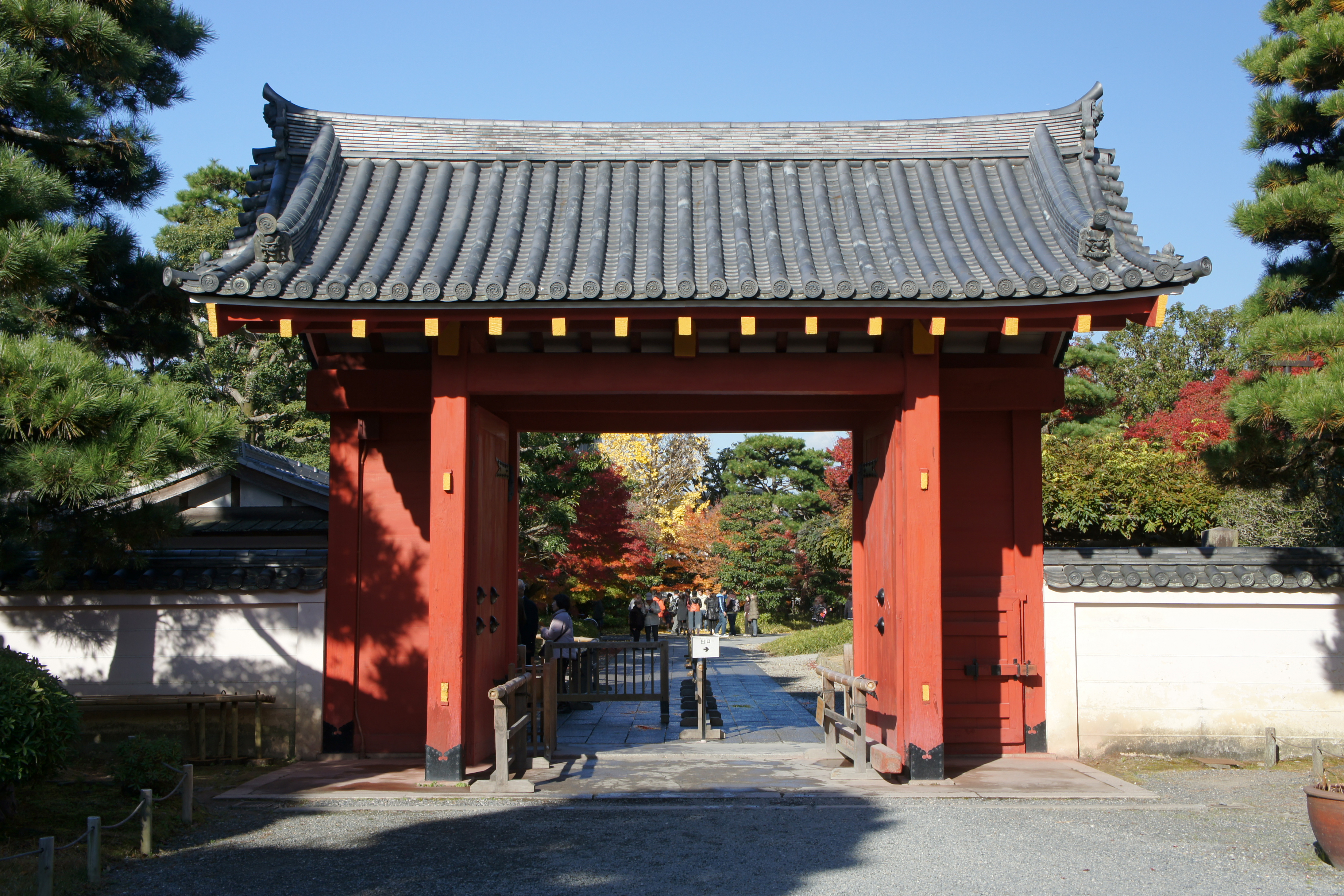
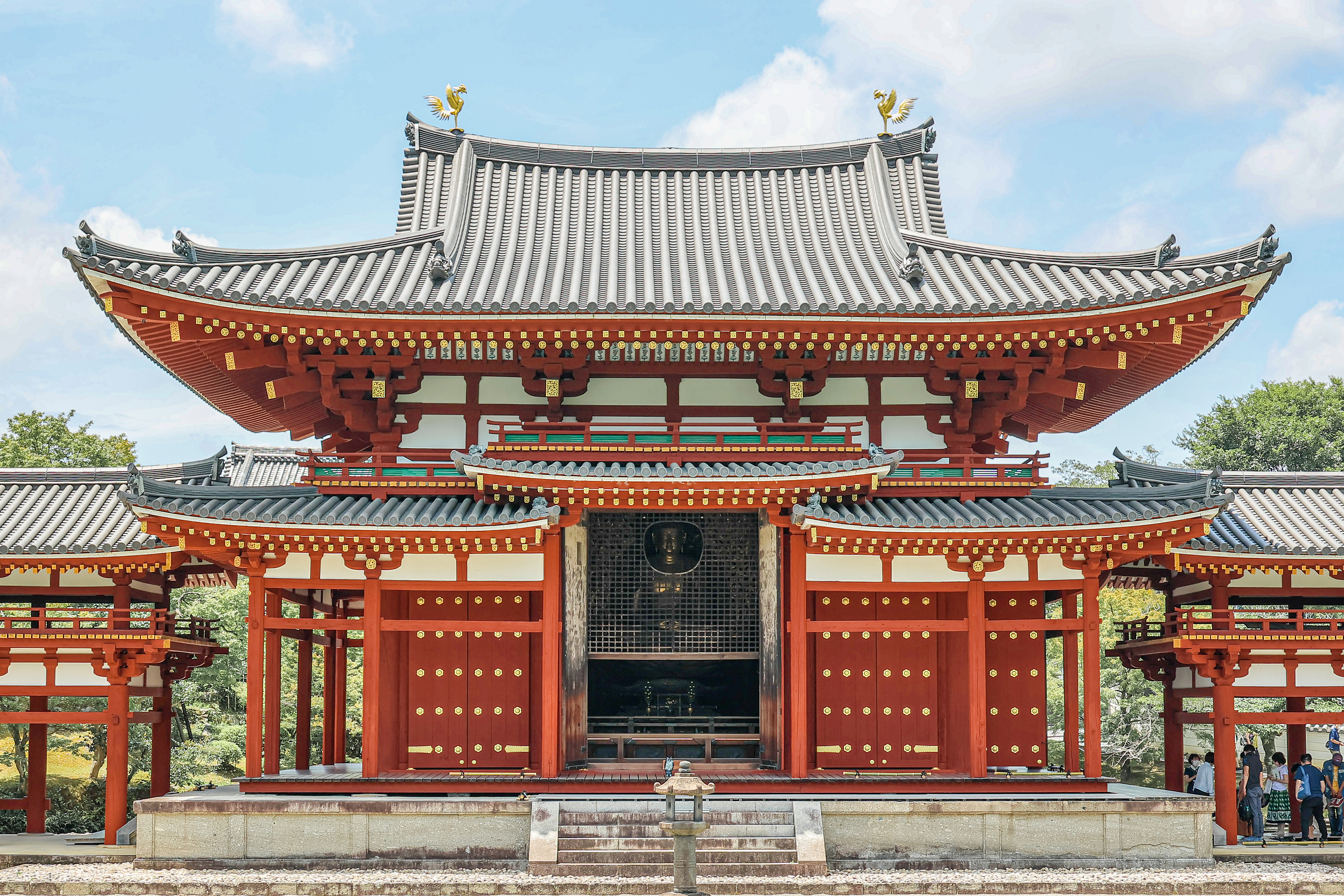